# Florence Luchaire
Pour les articles homonymes, voir Luchaire.
Florence Luchaire est une actrice et une danseuse française, née le 16 août 1926 à Neuilly-sur-Seine et morte le 27 décembre 1982 à Paris 14e.

## Biographie
Elle est la fille de Jean Luchaire (1901-1946), journaliste célèbre fusillé à la Libération pour collaboration, et de Françoise Germaine Besnard. Sa sœur aînée était l'actrice de cinéma Corinne Luchaire (1921-1950).

### Vie privée
Elle fut l'épouse entre 1945 et 1948 du comédien René Arrieu, sociétaire de la Comédie-Française, dont elle divorça en 1949.
En 1949, elle épouse Jean Moign (1922-2014) et participera avec lui à l'aventure du Théâtre populaire de Bretagne jusqu'à son décès.

## Filmographie
- 1937 : La Mort du cygne de Jean Benoît-Lévy et Marie Epstein
- 1939 : Le Feu de paille de Jean Benoît-Lévy
- 1949 : Au royaume des cieux de Julien Duvivier